# María Cátedra Tomás
María Cátedra Tomás (Lérida, 4 de marzo de 1947) es antropóloga, profesora e investigadora española. Es una especialista en Antropología Social y la Antropología urbana.

## Trayectoria
Licenciada en Filosofía y Letras en la Universidad Complutense, en 1970, en la especialidad de Antropología Americana, terminó su primer doctorado en la misma universidad en 1972 y realizó un segundo doctorado en la Universidad de Pensilvania en 1984. Comenzó a ejercer como docente en la universidad en la que había estudiado, siendo profesora titular de Antropología Social desde diciembre de 1984 y, con posterioridad, catedrática desde el 2000 hasta la actualidad en la Universidad Complutense.
Sus investigaciones se han centrado en el estudio de las percepciones de la muerte, el suicidio y la vida después de la muerte. En 2004 el Diccionario biográfico de Antropología Social y Cultural la ha descrito como “una pionera de la antropología urbana en España”, pues es de las pocas que ha centrado sus investigaciones en ciudades además de en el mundo rural.